# Mexikanischer Oregano
Mexikanischer Oregano (Lippia origanoides) ist eine Pflanzenart aus der Gattung Lippia innerhalb der Familie der Eisenkrautgewächse (Verbenaceae). Die Laubblätter sind essbar, riechen ähnlich wie Oregano und werden in der mexikanischen Küche verwendet. Als Mexikanischer Oregano werden auch Poliomintha bustamanta und Poliomintha longiflora bezeichnet, ähnlich sind der Karibische Oregano und Plectranthus amboinicus (Syn.: Coleus amboinicus).

## Beschreibung

### Vegetative Merkmale
Der Mexikanische Oregano ist ein schlanker Strauch, der Wuchshöhen von 1 bis 2, selten bis zu 4 Metern erreicht. Die Rinde der aromatischen Zweige ist kurz, fein behaart (Trichom).
Die gegenständig angeordneten Laubblätter sind in Blattstiel und Blattspreite gegliedert. Der Blattstiel ist 5 bis 10 Millimeter lang. Die einfache Blattspreite ist bei einer Länge von 1 bis 4 Zentimetern sowie einer Breite von 0,5 bis 3 Zentimetern länglich bis elliptisch oder eiförmig bis eiförmig-länglich. Die Spreitenspitze ist stumpf oder gerundet, nur selten zugespitzt und die Spreitenbasis ist gerundet oder fast herzförmig. Der Blattrand ist fein gekerbt. Die Blattoberseite ist mit weichen, kurzen, feinen Härchen, die Blattunterseite ist mit drüsigen und feinfilzigen Härchen bedeckt.

### Generative Merkmale
Die ährigen Blütenstände stehen in Gruppen von zwei bis sechs in den Blattachseln an 4 bis 12 Millimeter langen Blütenstandsschäften. Die Blütenstände sind bei einer Länge von 4 bis 12 Millimetern fast kugelförmig bis langgestreckt. Die grünen, drüsigen und dicht fein behaarten Tragblätter stehen in vier Zeilen und sind bei einer Länge von 3 bis 3,5 Millimetern eiförmig bis lanzettlich mit zugespitztem oberen Ende.
Die zwittrigen Blüten besitzen eine doppelte Blütenhülle. Die drüsigen und feinfilzig behaarten Kelchblätter sind zu einem 1 bis 2 Millimeter langen, zweilippigen Kelch verwachsen, der in vier Kelchzähnen endet. Die weißen bis gelblichen, 4 bis 7 Millimeter langen Kronblätter einer 3 bis 6 Millimeter langen Kronröhre verwachsen, striegelhaarig behaart ist.

## Vorkommen
Lippia origanoides ist vom südlichen Texas über Mexiko bis nach Nicaragua verbreitet. Sie wächst dort in Höhenlagen bis zu 350 Metern auf steinigen Hängen oder in feuchten Dickichten.

## Taxonomie
Die Erstbeschreibung von Lippia origanoides erfolgte 1818 durch Karl Sigismund Kunth in Friedrich Wilhelm Heinrich Alexander von Humboldt, Aimé Jacques Alexandre Bonpland und Karl Sigismund Kunth: Nova Genera et Species Plantarum, 4. Auflage, 2, Seite 267. Synonyme für Lippia origanoides Kunth sind: Lippia graveolens Kunth, Lippia berteroi Spreng., Lippia elegans Cham., Lippia microphylla Cham., Lippia salviifolia Cham., Lippia sidoides Cham., Lippia microphylla Benth. nom. illeg., Lippia berlandieri M.Martens & Galeotti, Lippia affinis Schauer, Lippia berlandieri Schauer nom. illeg., Lippia glandulosa Schauer, Lippia rigida Schauer, Lippia rubiginosa Schauer, Lippia schomburgkiana Schauer, Lippia velutina Schauer, Lippia berlandieri Torr. nom. illeg., Lippia palmeri S.Watson, Lippia obscura Briq., Lippia polycephala Briq., Lippia candicans Hayek, Lippia pendula Rusby, Lippia mattogrossensis Moldenke, Lippia origanoides var. sampaionis Herter.

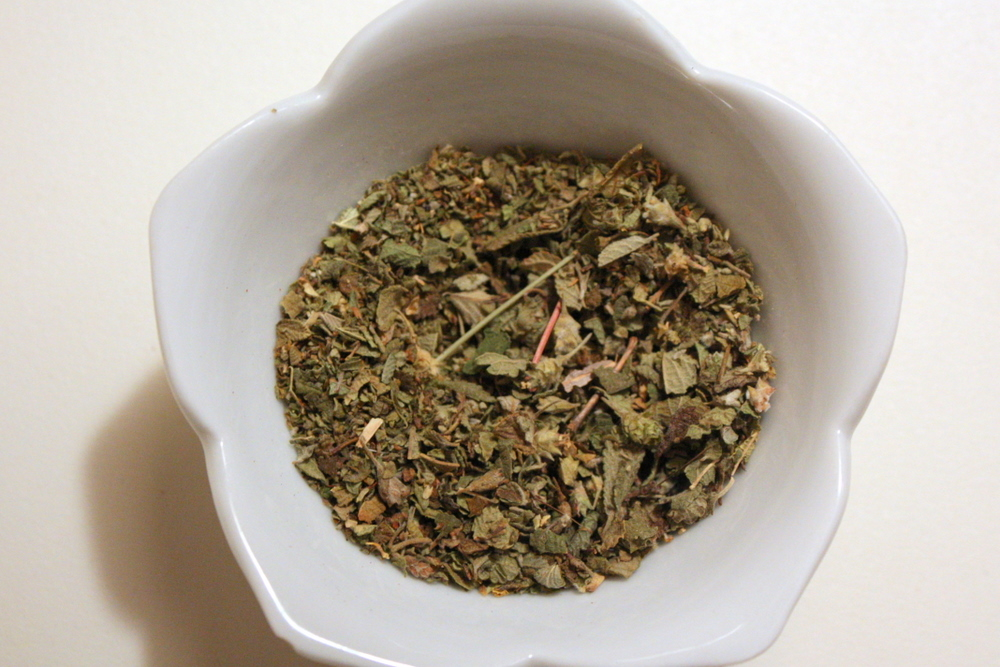
Getrocknet als Gewürzkraut

## Nutzung
Es gibt viele Pflanzenarten, die als Mexikanischer Oregano bezeichnet werden. Neben Lippia origanoides, einer weiß blühenden Pflanze der Verbenaceae-Familie, findet man auch rosafarben blühende Pflanzen und auch Plectranthus amboinicus oder Coleus aromaticus, die Kubanischer Oregano genannt werden.
Die Laubblätter werden als Gewürz vor allem in Mexiko und Zentralamerika verwendet, dort wird diese Art wie viele andere Gewürzpflanzen auch Spanisch: hierba dulce genannt.

## Inhaltsstoffe
Die ätherischen Öle des Mexikanischen Oreganos enthalten
- 0–81 % Thymol
- 0–48 % Carvacrol
- 3–30 % p-Cymol
- 0–15 % Eucalyptol

Thymol und Carvacrol sind für das dem Oregano ähnliche Aroma verantwortlich.